# Acrocercops ficina
Acrocercops ficina là một loài bướm đêm thuộc họ Gracillariidae. Nó được tìm thấy ở Nam Phi và Namibia.
Ấu trùng ăn Ficus hippopotami, Ficus natalensis và Ficus trichopoda. Chúng ăn lá nơi chúng làm tổ.